# Lijevče
Lijevče är en slätt i Bosnien och Hercegovina.   Den ligger i entiteten Republika Srpska, i den norra delen av landet, 150 km nordväst om huvudstaden Sarajevo.
Trakten runt Lijevče består till största delen av jordbruksmark. Runt Lijevče är det ganska tätbefolkat, med 67 invånare per kvadratkilometer.